# Terraformação de Vênus

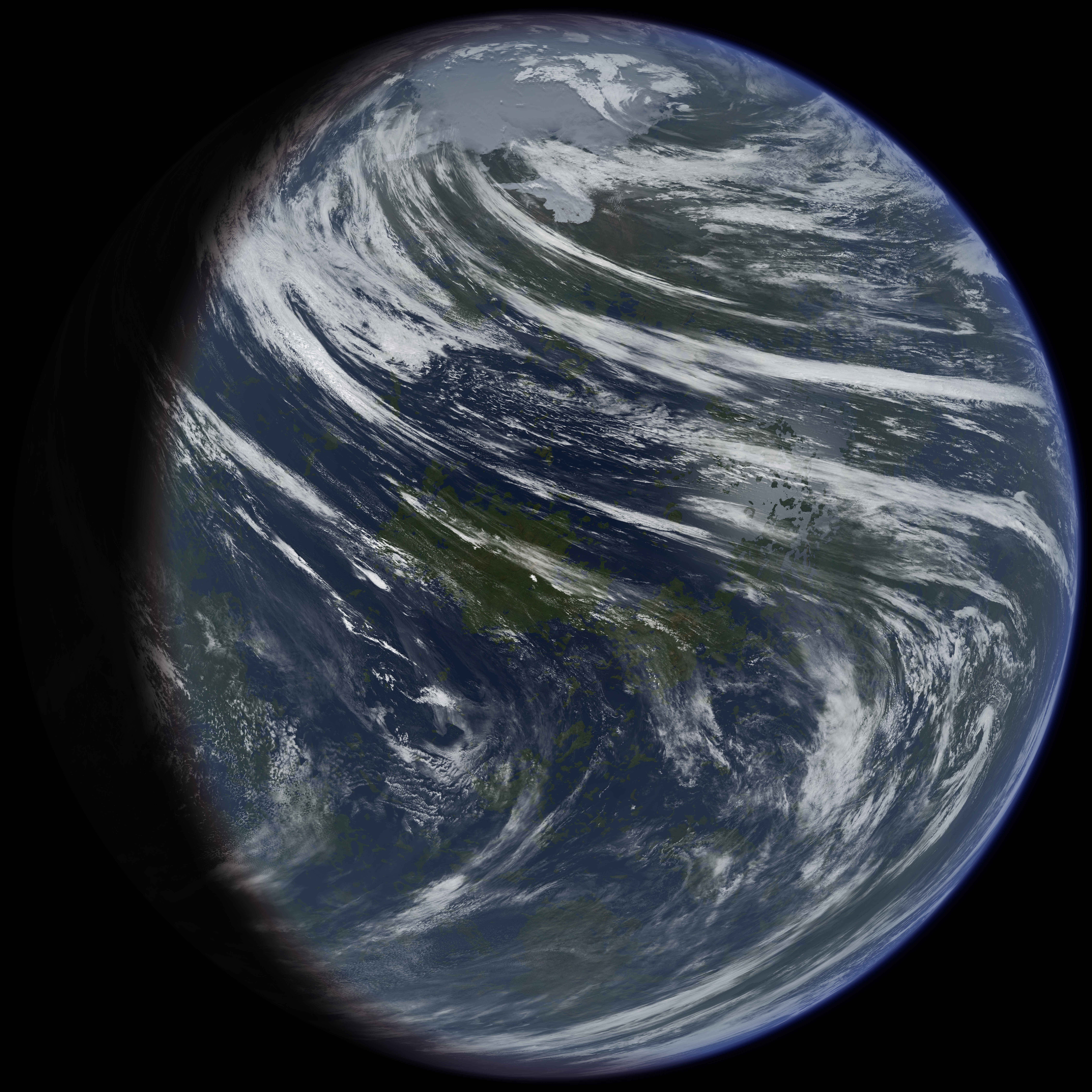
Uma concepção artística de como seria Vênus terraformado. As formações de nuvens demonstram que a velocidade de rotação de Vênus não foi aumentada.

A terraformação de Vênus é um processo hipotético de engenharia planetária que visa realizar mudanças climáticas em escala global em Vênus, com o fim de torná-lo habitável para seres humanos. A terraformação de Vênus foi proposta como algo sério pela primeira vez pelo astrônomo estadunidense Carl Sagan em 1961. Os mínimos ajustes necessários para que o ambiente venusiano suporte vida humana irá requerer três grandes mudanças no planeta. Essas três mudanças são proximamente inter-relacionadas, sendo que a extrema temperatura de Vênus é causada pelo forte efeito estufa, consequência da densa atmosfera de dióxido de carbono. As três etapas são:
- Reduzir a temperatura da superfície de Vênus, que naturalmente conta com 450 ºC;
- Eliminar grande parte do dióxido de carbono da densa atmosfera, podendo este ser convertido para outra substância menos conservadora de calor;
- Adição de uma atmosfera respirável de oxigênio.

Além destes, as próximas duas mudanças também são fortemente desejáveis (embora requeiram um nível tecnológico muito superior):
- Estabelecer um ciclo dia/noite mais curto do que o atual dia venusiano (que é equivalente a 116,75 dias terrestres);
- Estabelecer um campo magnético planetário ou equivalente para proteção contra a radiação cósmica e solar.